# Castell Coch
Castell Coch (walisisk for Røde Slot) er et nygotisk slot fra 1800-tallet, der ligger i landsbyen Tongwynlais i South Wales i Storbritannien. Den første fæstning på stedet blev opført af normannerne efter 1081 for at beskytte den nyerobrede by Cardiff og kontrollere ruten langs Taff floddal. Den blev opgivet kort efter, og borgens jord motte blev gebrugt af Gilbert de Clare som basis for en ny fæstning i sten, som han opførte mellem 1267 og 1277 for at kontrollere de nyligt annekterede walisiske landområder. Borgen blev sandsynligvis ødelagt af waliserne i et oprør i 1314. I 1760 kom borgens ruiner i John Stuart, 3. jarl af Butess eje ved et ægteskab, der gav familien store landområder i South Wales.
John Crichton-Stuart, den tredje markis af Bute, arvede borgen i 1848. Han var en af Storbritanniens rigeste mænd, og han havde interesse for arkitektur og antikvariske studie. Han ansatte arkitekten William Burges til at genopføre borgen, "som et landsted til lejlighedsvis beboelse om sommeren", ved at bruge de middelalderlige fundamenter som basis for designet. Burges genopførte borgen mellem 1875 og 1879, før han begyndte på interiøret. Han døde i 1881, og arbejdet blev færdiggjort af Burges' tilbageværende medarbejdere i 1891. Bute genoptog kommerciel vinavl i Storbritannien og plantede en vinmark umiddelbart neden for slottet, og vinproduktionen fortsatte til første verdenskrig. Markisen brugte sjældent ejendommen, og i 1950 overdrog hans barnebarn, 5. markis af Bute, den til staten. Det drives i dag af den walisiske organisation Cadw.
Castell Cochs eksteriør og højviktorianske interiør har fået historikeren David McLees til at beskrive det som "en af de største viktorianske triumfer inden for arkitektur." Eksteriøret, der er baseret på studier fra 1800-tallet af antikvar George Clark, er relativt autentiske i deres stil, selv om Burges tilføjede slottets tre stentårne for at give det en dramatisk silhuet, der er mere i stil med slotte og borge på det europæiske fastland som Chillon end den britiske fæstningsarkitektur. Interiøret er rigt dekoreret med specialdesignede møbler. Der er brugt symbolisme, som trækker på klassisk mytologi og legender. Joseph Mordaunt Crook har skrevet, at borgen repræsenterer "en stor mæcen og hans yndlingsarkitekts lærde drømmeverden, genskabt fra en bunke murbrokker til et eventyrslot, der næste synes at materialiseret fra siderne i et middelalderligt manuskript."